# Episodi de I cinque samurai
Questa è una lista degli episodi dell'anime I cinque samurai.

## Lista episodi

### Serie TV
| Nº | Titolo italiano Giapponese 「Kanji」 - Rōmaji - Traduzione letterale                                                                          | In onda           | In onda |
| Nº | Titolo italiano Giapponese 「Kanji」 - Rōmaji - Traduzione letterale                                                                          | Giapponese        |         |
| 1  | Il mondo in pericolo 「ねらわれた大東京」 - Nerawareta dai Tōkyō – "Verso la grande Tokyo"                                                    | 30 aprile 1988    |         |
| 2  | Demon all'attacco 「鬼魔将!朱天の猛攻」 - Oni Mashō ! Shuten no mōkō – "Generale Demone degli Oni! L'attacco violento di Shuten"              | 7 maggio 1988     |         |
| 3  | La forza del fuoco 「鎧擬亜、烈火の秘密」 - Yoroi Gia , Rekka no himitsu – "Yoroi Gear, il Segreto di Vampa"                                  | 14 maggio 1988    |         |
| 4  | In cerca degli amici samurai 「毒魔将 那唖挫の罠」 - Doku Mashō Naaza no wana – "Generale Demone del Veleno la trappola di Naaza"             | 21 maggio 1988    |         |
| 5  | La caverna dell'Autunno 「復活!光の戦士」 - Fukkatsu ! Hikari no senshi – "Resurrezione! Il Guerriero della Luce"                             | 28 maggio 1988    |         |
| 6  | Il risveglio di Simo 「反撃、怒りの超流破」 - Hangeki , ikari no Chōryūha – "Contrattacco, Super Flusso Distruttore dell'ira"                 | 11 giugno 1988    |         |
| 7  | Il colpo di saetta 「開眼!必殺の雷光斬」 - Kaigan ! Hissatsu no Raikōzan – "Illuminazione! Il colpo letale Fendente di Saetta"                | 18 giugno 1988    |         |
| 8  | Il demone dell'illusione 「幻魔将、螺呪羅の策略」 - Gen Mashō , Rajura no sakuryaku – "Generale Demone dell'Illusione, il trucco di Rajura"   | 25 giugno 1988    |         |
| 9  | Kimo in pericolo 「烈火、天空をすくえ」 - Rekka , Tenkū wo sukue                                                                              | 2 luglio 1988     |         |
| 10 | Finalmente uniti 「集結!5人の戦士」 - Shūketsu! 5 nin no senshi – "Riunione! I 5 guerrieri"                                                   | 9 luglio 1988     |         |
| 11 | Nel palazzo di Arago 「妖邪門を打ち破れ」 - Yōja mon wo uchiyabure – "Colpendo il cancello degli spiriti del male"                            | 16 luglio 1988    |         |
| 12 | Combattimento al buio 「セイジ!暗闇の死闘」 - Seiji! Kurayami no shitō – "Seiji! Scontro mortale delle tenebre"                               | 23 luglio 1988    |         |
| 13 | L'armatura 「ヨロイギアの正体」 - Yoroi Gia no shōtai – "La vera natura degli Yoroi Gear"                                                     | 30 luglio 1988    |         |
| 14 | L'attacco del demone supremo 「シュテン、心なき戦い」 - Shuten , kokoro naki tatakai – "Shuten, battaglia del cuore"                          | 6 agosto 1988     |         |
| 15 | Scontro tra Arago e Ariel 「カオス、宿命の対決」 - Kaosu , shukumei no taiketsu – "Kaosu, confronto del destino"                              | 13 agosto 1988    |         |
| 16 | Irruzione a palazzo 「突入、アラゴ城」 - Totsunyū , Arago shiro – "Irruzione, Castello Arago"                                                 | 20 agosto 1988    |         |
| 17 | La vendetta di Arago 「明かされた鎧伝説」 - Akasareta yoroi densetsu – "Rivelata la leggenda delle armature"                                  | 27 agosto 1988    |         |
| 18 | La prova di Ryo 「恐怖の妖邪帝王」 - Kyōfu no yōja teiō – "Il temibile imperatore degli spiriti del male"                                     | 10 settembre 1988 |         |
| 19 | Lo scontro finale 「決戦!烈火対アラゴ」 - Kessen! Rekka tai Arago – "Battaglia decisiva! Vampa contro Arago"                                  | 17 settembre 1988 |         |
| 20 | Un nuovo nemico 「新たなる戦い」 - Arata naru tatakai – "Nuova battaglia"                                                                     | 24 settembre 1988 |         |
| 21 | L'armatura bianca 「輝け白き鎧!」 - Kagayake shiroki yoroi! – "Splendi armatura bianca!"                                                      | 1º ottobre 1988   |         |
| 22 | Una nuova spada per l'armatura bianca 「剣舞卿の挑戦」 - Kenbukyō no chōsen – "La sfida di Kenbukyo"                                          | 15 ottobre 1988   |         |
| 23 | Fiamma Bianca è in pericolo 「白炎死をかけた戦い」 - Byakuen shi wokaketa tatakai – "Battaglia mortale di Byakuen"                            | 22 ottobre 1988   |         |
| 24 | Un inviato dell'impero del male 「妖邪帝王の使者」 - Yōja teiō no shisha – "Un inviato dell'Imperatore degli Spiriti Maligni"                 | 5 novembre 1988   |         |
| 25 | Simo contro Simo 「対決!二人の水滸」 - taiketsu ! futari no suiko – "Confronto! I due di Torrente"                                            | 12 novembre 1988  |         |
| 26 | Una luce nell'oscurità 「光輪よ、光をとりもどせ」 - Kōrin yo , hikari wotorimodose                                                            | 19 novembre 1988  |         |
| 27 | La grande sfida 「怒れ金剛、砂妖邪をくだけ」 - ikare kongō , suna yō ja wokudake – "Diamante furioso, spezza lo spirito maligno della sabbia" | 26 novembre 1988  |         |
| 28 | Lady Kayura 「謎の女妖邪カユラ出現」 - Nazo no onna yōja Kayura shutsugen – "Appare la misteriosa donna spirito maligno Kayura"               | 3 dicembre 1988   |         |
| 29 | Un viaggio pericoloso 「行け!二人の戦士達よ…」 - Ike! Futari no senshitachi yo ... – "Avanti! Due guerrieri..."                               | 10 dicembre 1988  |         |
| 30 | La trappola di Arago 「ここは妖邪界か?」 - Kokoha yōjakai ka? – "Questo è il mondo degli spiriti maligni?"                                    | 17 dicembre 1988  |         |
| 31 | L'armatura dell'imperatore Brilliant 「伝説の鎧、輝煌帝」 - densetsu no yoroi , Kikōtei – "L'armatura leggendaria, Sole"                      | 24 dicembre 1988  |         |
| 32 | Il piano di Oroki 「地霊衆、恐怖の作戦」 - Chirei shū , kyōfu no sakusen – "Ammasso di spiriti della terra, strategia del terrore"            | 14 gennaio 1989   |         |
| 33 | Alla ricerca del tesoro 「謎の秘宝を求めて」 - Nazo no hihō wo motome te – "Alla ricerca del misterioso tesoro"                               | 21 gennaio 1989   |         |
| 34 | Ryo è in pericolo 「天空、傷だらけの戦い」 - Tenkū , kizu darakeno tatakai – "Etere, battaglia piena di ferite"                               | 28 gennaio 1989   |         |
| 35 | I guerrieri dell'armatura 「よみがえれ、鎧戦士達よ…」 - Yomigaere , yoroisenshi tachi yo ... – "Ritornate, guerrieri in armatura..."          | 4 febbraio 1989   |         |
| 36 | Il segreto di Kayura 「決戦!カユラ対輝煌帝」 - Kessen! Kayura tai Kikōtei – "Battaglia decisiva! Kayura contro Sole"                          | 11 febbraio 1989  |         |
| 37 | Il ritorno del potere del male 「復活の紅雷閃」 - Fukkatsu no Guraisen – "Il risveglio del Fulmine Cremisi"                                   | 18 febbraio 1989  |         |
| 38 | Il risveglio di Kayura 「カユラ!聖なる目覚め」 - Kayura! Seinaru Mezame – "Kayura! Sacro risveglio"                                           | 25 febbraio 1989  |         |
| 39 | La vittoria dei samurai! 「輝け!五人の戦士達」 - Kagayake ! Gonin no senshitachi – "Risplendete! Cinque guerrieri"                            | 4 marzo 1989      |         |

### OAV
| Nº                                                 | Titolo italiano Giapponese 「Kanji」 - Rōmaji                                                            |
| Incubo a New York (2 episodi)                      | |
| 1                                                  | Il ritorno dei guerrieri in armatura 「鎧戦士、再び」 - yoroi senshi , futatabi                          |
| 2                                                  | Salvate il vostro compagno, cuori di samurai! 「友を救え、サムライハート」 - tomo wo sukue , samuraihato |
| La leggenda dell'imperatore splendente (4 episodi) | |
| 3                                                  | Mukala del sole 「太陽のムカラ」 - taiyō no mukara                                                       |
| 4                                                  | L'imperatore splendente nero 「黒い輝煌帝」 - kuroi teru kō mikado                                       |
| 5                                                  | Quando le armature iniziano a correre 「走り始めた鎧」 - hashiri hajime ta yoroi                         |
| 6                                                  | Per superare la tristezza! 「悲しみを超えるものを、求めて!」 - kanashimi wo koe rumonowo , motome te !   |
| Message (5 episodi)                                | |
| 7                                                  | Una conclusione già nota 「解かっていた結末」 - toka tteita ketsumatsu                                   |
| 8                                                  | Un futuro rivelato 「知らされた未来」 - shira sareta mirai                                               |
| 9                                                  | Una fiducia in frantumi 「砕かれた自信」 - kudaka reta jishin                                            |
| 10                                                 | Un cuore smarrito 「さまよえる心」 - samayoeru kokoro                                                    |
| 11                                                 | Una verità raggiunta 「訪れた真実」 - otozure ta shinjitsu                                               |